# Kanton Sablé-sur-Sarthe
Kanton Sablé-sur-Sarthe (fr. Canton de Sablé-sur-Sarthe) je francouzský kanton v departementu Sarthe v regionu Pays de la Loire. Tvoří ho 14 obcí.

## Obce kantonu
- Asnières-sur-Vègre
- Auvers-le-Hamon
- Avoise
- Courtillers
- Juigné-sur-Sarthe
- Louailles
- Notre-Dame-du-Pé
- Parcé-sur-Sarthe
- Pincé
- Précigné
- Sablé-sur-Sarthe
- Solesmes
- Souvigné-sur-Sarthe
- Vion